# Долина
Вижте пояснителната страница за други значения на Долина.
Долината е вдлъбната релефна форма с линейно издължен профил и общ (невинаги постоянен) наклон от по-високото начало към по-ниския край. Може да се получи вследствие на действието на ендогенни (вътрешни) релефообразуващи сили, като земетресения и тектонски движения, както и вследствие на екзогенни (външни) сили, като течаща вода, движение на ледници и други. Обичайно е да съществува главна долина, а към нея да има приточни долини, които общо образуват долинна мрежа – най-общо тя отговаря на речната мрежа, която реките от тези долини създават.

## Основни видове
Най-големите долини са с тектонски произход, резултат от пропадане и издигане на горните земни пластове. Те се наричат структурни долини. Могат да имат произволна форма. Обикновено са допълнително дооформяни и преудълбавани от реките и ледниците, при което започват да се различават. Според напречния долинен профил се оформят V-образни или U-образни долини.

### V-образни долини
Те са резултат от дейността на постоянно течащите води, тоест на реките. Могат да имат различно стръмни страни, но дъното е тясно и често съвпада с речното легло. Дълбочината и степента на ерозията зависят от това колко млада е долината. В младонагънатите планини V-образните долини са в процес на оформяне и са сравнително плитки, докато в старите планини са се задълбочили дотолкова, че често са се превърнали в ждрела и дефилета.

### U-образни (Трогови) долини
Троговите долини са оформени от ледници. С неимоверната си тежест те придават на долините форма на корито, откъдето идва и името. Затова при напречен профил дъното е сравнително равно, а страните – стръмни, често отвесни. Чрез екзарация ледникът свлича голяма част от скалното покритие и го натрупва в ниските части под формата на морени. В този случай приточните долини се свързват с основната чрез пропасти, от които се спускат водопади. При надлъжен профил се вижда неравно, терасовидно дъно, на което по-често се образуват езера спрямо V-образните долини. Троговите долини се наричат също „висящи“, защото завършват със стръмен склон.

### Ерозионни долини
Това са т. нар. проломни форми на релефа: пролом, клисура, ждрело, дефиле, каньон. Те са образувани изцяло от разрушителната дейност на реките, имат неправилен напречен профил и са тесни, с отвесни склонове.

## Други видове

### Асиметрични долини
В ниските части, когато долината се разширява и ако е ориентирана успоредно на меридианите, тя често става асиметрична: от едната страна стръмна, от другата полегата. Това се дължи на силата на Кориолис, тоест на стремежа на река върху въртящ се обект (като Земята) да се отклонява и да ерозира само единия си бряг. Съгласно закона на Бер реките в северното полукълбо се изместват надясно, а в южното – наляво. Това се вижда особено ясно при големите реки в азиатската част на Русия – Об, Енисей и Лена.

### Рифтови долини
Това са едни от най-големите долини в света. Изцяло с тектонски произход, те се образуват там, където земната кора се раздалечава на границите на тектонските плочи. Страните им са отвесни, дъното равно и предоставят отлични условия за живот на хората. Голямата рифтова долина в източна Африка например е дълга близо 6000 км, а ширината ѝ на много места е повече от сто. Там са открити фосили от най-древните човешки видове.

### Антецедентни долини
Това са долини, оформени от реки през издигащи се планини. Името означава „предшестващи долини“, тъй като са съществували преди издигането на планината и тя не е попречила на течението на реката. С други думи, скоростта на ерозията превишава скоростта на издигането. Такива долини са Искърският пролом и проломът на река Брахмапутра през Хималаите.

### Слепи долини
При карстов релеф понякога се образуват мними долини, които изглеждат като такива, но не са образувани от река, затова в края си са затворени. Ако тече река, тя пропада под земята, а не изтича.

### Потопени долини
В случаите на трансгресия, когато нивото на световния океан се повишава, водите му могат да залеят близките до брега части на стари долини и да ги превърнат в заливи. Такива са фиордите и потопените естуари. В случая с фиордите водата може да навлезе на стотици километри в сушата, тъй като долините са дълбоко преудълбани от ледници. Примерите с норвежките фиорди (Согнефьорд, Хардангерфьорд) са много типични. Которският залив в южна Далмация представлява потопен естуар.

### Сухи долини (Уади)
Уадите се намират в пустините на места, където някога са текли буйни реки. В днешно време реките са пресъхнали, освен в редките случаи на проливни дъждове. Тези долини са прашни, каменисти и лишени от растителност и могат да се проследят на стотици километри.

## Известни долини
- Нилската долина – най-големият оазис в света, люлка на египетската цивилизация
- Долината на царете – уади близо до древната египетска столица Тива, където са разкрити 63 царски гробници
- Долината на смъртта – известна депресия в Северна Америка
- Рифтовата долина на река Йордан – най-дълбоката депресия в света, в която е разположено Мъртво море
- Железни врата – пролом на река Дунав на границата между Сърбия и Румъния
- Долината на Лоара – известна с десетките си красиви замъци
- Долината Напа – известна с производството на вино в Калифорния
- Големият каньон
- Долината Йосемити – типична трогова долина и национален парк